# Сандгерді
Сандгерді (ісл. Sandgerði) — місто та муніципалітет у південно-західний Ісландії, що розташоване на півострові Рейк'янесскагі у регіоні Судурнес. У 7 кілометрах південніше Сандгерді, у Гвалснесі, в 1644—1651 роках перебував прихід священника Гатльґрімура П'єтурссона, найвідомішого ісландського поета.

## Історія
Місто Сандгерді утворилося як торговий порт. Після скасування данської торгової монополії у другій половині XVIII століття в місті селяться купці з різних країн. Головною статтею експорту через порт була риба, імпортувалися в першу чергу сіль, хліб і деревина. З часом порт з торговельного дедалі більше перетворювалася на риболовецький. На початку ХХ століття з порту виходили на лов риби до 40 риболовецьких суден.
У 1918 році в Сандгерді був запущений перший на півострові Рейк'янесскагі електрогенератор.